# Paraxiopsis bisquamosa
Paraxiopsis bisquamosa är en kräftdjursart som först beskrevs av De Man 1905.  Paraxiopsis bisquamosa ingår i släktet Paraxiopsis och familjen Axiidae. Inga underarter finns listade i Catalogue of Life.